# الخدمة الجوية الإنسانية للأمم المتحدة
الخدمة الجوية الإنسانية للأمم المتحدة United Nations Humanitarian Air Service (UNHAS) التي يديرها برنامج الغذاء العالمي توفر خدمات جوية عامة للمجتمع الإنساني لأماكن نائية وخطرة جدًأ. وبفعل ذلك، فهي تسهل تطبيق ومتابعة التدخلات الإنسانية في العديد من المناطق المتعلقة بإنقاذ الحياة. ففي أغلب البلاد التي تحتاج لمساعدات إنسانية، يعوق التنقل على الأرض عدة مواقف أمنية خطرة والمسافات الطويلة وحالة الطرق السيئة. بالإضافة إلى ذلك، فإن أغلب الوجهات التي يحتاج المجتمع الإنساني الوصول إليها لا تخدمها خطوط جوية تجارية مناسبة.عندما لا تتوافر أية طرق أخرى للوصول إلى المجتمعات المنعزلة، يمكن للعاملين في مجال الإغاثة الاعتماد على خدمات الأمم المتحدة للمساعدة في توفير طريقة للوصول.
وتستأجر (UNHAS) الطائرات التي تعمل تجاريًا والتي تتوافق مع المعايير والممارسات الموصى بها(Standards and Recommended Practices) من قبل منظمة الطيران المدني الدولية ومعايير الطيران التابعة للأمم المتحدة لحفظ السلام وعمليات النقل الجوي الإنسانية (يو أن ءاي في أس تي ءاي دي أس).
الطائرات المستأجرة مكرسة تمامًا لعمليات ال(يو إن أتش ءاي أس). ولذلك، يتم ضمان عائد للحاملات الجوية المتعاقد معها بشرط ضمان استخدام الطائرات طوال مدة العقد. ذلك بالإضافة إلى كفاءة إدارة ال(يو إن أتش ءاي أس) للجداول، يضمن تفادي الحاملات الجوية المتعاقد معها للقيام بمجازفات غير ضرورية للحصول على عائد مادي. فعلى سبيل المثال، في حالة إلغاء رحلة بسبب سوء الأحوال الجوية، فلا تتحمل الحاملة الجوية أية عقوبات مادية.

## الاداء
في عام 2021 ، نقلت خدمات النقل الجوي التابعة للأمم المتحدة 325،112 راكبًا إلى جانب 5،862 طن متري من البضائع الإنسانية والمواد الغذائية إلى 496 وجهة (بما في ذلك مخصصة) في 23 دولة. بالإضافة إلى ذلك ، تم تنفيذ 3،015 عملية إجلاء خلال هذا العام، بما في ذلك عمليات النقل الأمنية والإجلاء الطبي (بما في ذلك حالات كوفيد 19).

## العمليات
في 2021 UNHAS قدمت خدمات الركاب والبضائع الخفيفة في 23 دولة 
- أفغانستان
- بوركينا فاسو
- الكاميرون
- جمهورية إفريقيا الوسطى
- تشاد
- جمهورية الكونغو الديمقراطية
- غينيا الاستوائية
- إثيوبيا
- غينيا
- هايتي
- كينيا
- ليبيا
- مدغشقر
- مالي
- موريتانيا
- موزمبيق
- النيجر
- نيجيريا
- الصومال
- جنوب السودان
- السودان
- سوريا
- اليمن

## التمويل
يتم تمويل برنامج الأغذية العالمي/خدمات الأمم المتحدة للنقل الجوي للمساعدة الإنسانية (WFP/UNHAS) من مساهمات الجهات المانحة والأموال المحققة من خطة استرداد التكاليف الجزئية التي يدفع الركاب من خلالها رسوم تذاكر الخدمة الجوية.
عام 2021 كان المانحون هم: كندا، جمهورية التشيك، الدنمارك، الاتحاد الأوروبي، فرنسا، ألمانيا، جزيرة أيرلندا، إيطاليا، اليابان، كوريا، لوكسمبورغ، موناكو، النرويج، قطر، رومانيا، إسبانيا، السويد، سويسرا، المملكة المتحدة، يونيسف، الولايات المتحدة، الأمم المتحدة والمتبرعين الخاصين.

## روابط خارجية
- الموقع الرسمي
- United Nations Humanitarian Air Service (UNHAS) Annual Review 2021
- United Nations Humanitarian Response Depot, Brindisi
- United Nations historic fleet at Planespotters.net